# Erik Holtan
Erik Holtan (Moss, 20 aprile 1969) è un allenatore di calcio ed ex calciatore norvegese, di ruolo portiere.

## Carriera

### Giocatore

#### Club
Holtan iniziò la carriera con la maglia dell'Odd Grenland. Debuttò nella massima divisione norvegese, però, con la maglia del Kongsvinger. Nel 1995 tornò all'Odd Grenland e vi rimase fino al 2005, diventando uno dei protagonisti della formazione per un decennio, finché non si infortunò ed il suo posto fu preso da Rune Almenning Jarstein.
Passò allora al Moss e successivamente vestì la maglia del Bryne con la formula del prestito.

#### Nazionale
Holtan giocò 6 partite per la Norvegia. Debuttò il 20 novembre 2002, schierato nella vittoria per 1-0 contro l'Austria.

### Allenatore
Sul finire dell'Adeccoligaen 2010, diventò allenatore del Moss. Holtan non riuscì però nell'impresa di salvare la squadra, che retrocesse nella Fair Play Ligaen.

## Statistiche

### Cronologia presenze e reti in nazionale
| Cronologia completa delle presenze e delle reti in nazionale ― Norvegia | Cronologia completa delle presenze e delle reti in nazionale ― Norvegia | Cronologia completa delle presenze e delle reti in nazionale ― Norvegia | Cronologia completa delle presenze e delle reti in nazionale ― Norvegia | Cronologia completa delle presenze e delle reti in nazionale ― Norvegia | Cronologia completa delle presenze e delle reti in nazionale ― Norvegia | Cronologia completa delle presenze e delle reti in nazionale ― Norvegia | Cronologia completa delle presenze e delle reti in nazionale ― Norvegia |
| Data                                                                    | Città                                                                   | In casa                                                                 | Risultato                                                               | Ospiti                                                                  | Competizione                                                            | Reti                                                                    | Note                                                                    |
| ----------------------------------------------------------------------- | ----------------------------------------------------------------------- | ----------------------------------------------------------------------- | ----------------------------------------------------------------------- | ----------------------------------------------------------------------- | ----------------------------------------------------------------------- | ----------------------------------------------------------------------- | ----------------------------------------------------------------------- |
| 20-11-2002                                                              | Vienna                                                                  | Austria                                                                 | 0 – 1                                                                   | Norvegia                                                                | Amichevole                                                              | -                                                                       |                                                                         |
| 26-1-2003                                                               | Sharja                                                                  | Emirati Arabi Uniti                                                     | 1 – 1                                                                   | Norvegia                                                                | Amichevole                                                              | -1                                                                      |                                                                         |
| 28-1-2003                                                               | Mascate                                                                 | Oman                                                                    | 1 – 2                                                                   | Norvegia                                                                | Amichevole                                                              | -1                                                                      |                                                                         |
| 30-4-2003                                                               | Dublino                                                                 | Irlanda                                                                 | 1 – 0                                                                   | Norvegia                                                                | Amichevole                                                              | -                                                                       | 46’                                                                     |
| 28-1-2004                                                               | Singapore                                                               | Singapore                                                               | 2 – 5                                                                   | Norvegia                                                                | Amichevole                                                              | -1                                                                      | 46’                                                                     |
| 18-2-2004                                                               | Belfast                                                                 | Irlanda del Nord                                                        | 1 – 4                                                                   | Norvegia                                                                | Amichevole                                                              | -                                                                       | 71’                                                                     |
| Totale                                                                  |                                                                         | Presenze                                                                | 6                                                                       |                                                                         | Reti                                                                    | -3                                                                      |                                                                         |

## Palmarès

### Giocatore

#### Club
- Coppa di Norvegia: 1

Odd Grenland: 2000

#### Individuale
- Portiere dell’anno del campionato norvegese: 1

2002